# Круусберг, Аксель
Аксель Кроне Круусберг (дат. Axel Crone Cruusberg; 30 декабря 1901, Оденсе — 16 августа 1962, Копенгаген) — датский шахматист и шахматный журналист. Многократный участник чемпионатов Дании. Чемпион Копенгагена (1931, 1937, 1943).
Участник Олимпиады в составе сборной Дании (2-я доска, проиграл 11 из 15).
В 1942—1944 годы был сотрудником шахматного журнала Skakbladet.
С десятью лучшими шахматистами Дании участвовал в сеансе одновременной игры с часами, который чемпион мира Александр Алехин провёл в Копенгагене 25 апреля 1930 году (Круусберг проиграл на 48-м ходу).

## Спортивные результаты
| Год  | Город         | Соревнование                            | + | −  | = | Результат | Место |
| ---- | ------------- | --------------------------------------- | - | -- | - | --------- | ----- |
| 1922 | Копенгаген    | Чемпионат Дании                         | 0 | 6  | 1 | ½ из 7    | 8     |
| 1923 | Копенгаген    | Клубный турнир                          |   |    |   |           |       |
| 1925 | Орхус         | Чемпионат Дании                         | 3 | 2  | 2 | 4 из 7    | 4     |
| 1926 | Сённерборг    | Чемпионат Дании                         | 3 | 4  | 0 | 3 из 7    | 4—5   |
| 1931 | Копенгаген    | Чемпионат Копенгагена                   |   |    |   |           | 1     |
|      | Фридериксхавн | Чемпионат Дании                         |   |    |   |           |       |
|      | Прага         | IV Олимпиада (сборная Дании, 2-я доска) | 1 | 11 | 3 | 2½ из 15  |       |
| 1933 | Наксков       | Чемпионат Дании                         |   |    |   |           |       |
| 1935 | Копенгаген    | Чемпионат Дании                         |   |    |   |           |       |
| 1937 | Копенгаген    | Чемпионат Копенгагена                   |   |    |   |           | 1     |
| 1940 | Копенгаген    | Турнир датских шахматистов              | 3 | 0  | 4 | 5 из 7    | 2—3   |
| 1943 | Копенгаген    | Чемпионат Копенгагена                   |   |    |   |           | 1     |